# حديقة نهر الموهوك الحكومية
متنزه نهر موهوك الحكومي هو متنزه حكومي غير مطور في بلدة ناينيكا بمقاطعة شينيكتادي، نيويورك. تقع المنتزه بجوار نهر موهوك .تبلغ مساحة المنتزه 105 أكر (0.42 كـم2)

## تاريخ
يحتل متنزه نهر موهوك الحكومي موقع المحمية الطبيعية لمتحف شينيكتادي السابق. اشترت ولاية نيويورك المحمية من متحف شينيكتادي في أبريل 2006 مقابل مليون دولار لإنشاء المتنزه، والتي كانت أول متنزه حكومية في مقاطعة شينيكتادي .

## وصف
يمكن الوصول إلى متنزه نهر موهوك الحكومي من منطقة وقوف السيارات صغيرة نهاية طريق ويتمير في ناينيكا. على الرغم من أن الولاية خططت في البداية لإضافة وسائل الراحة مثل مناطق التنزه وإطلاق القوارب، اعتبارًا من عام 2012، ظل المتنزه غير مطور بالكامل تقريبًا، بما في ذلك عدم وجود علامات تحدد المتنزه باسمه الحالي. لاحظ مكتب ولاية نيويورك للمتنزهات والاستجمام والمحافظة التاريخية أنه لم يتم التخطيط لمزيد من التطوير، وأن المتنزه كان يهدف إلى الحفاظ على المناظر الطبيعية واستضافة الترفيه السلبي مثل المشي لمسافات طويلة.
يمر مسار موهوك-هدسون لتنزه بالدراجات على طول الحدود الشمالية للمتنزه بالتوازي مع نهر الموهوك .يحتوي المتنزه أيضًا على العديد من المسارات التي تحتفظ بها مجموعات المتطوعين المحليين، بما في ذلك جزء من نظام جون إف براون تريل. ترتبط مسارات المنتزه بأراضي عامة إضافية، بما في ذلك حوالي 100 أكر (0.40 كـم2) من الأرض المجاورة المملوكة للبلدة، وإطلاق قوارب بالقرب من منشأة قفل7 التابعة لمؤسسة قناة نيويورك الحكومية.